# Cross-Slab von Alyth
Die Cross-Slab von Alyth (deutsch Kreuzplatte – auch Alyth Manse; Alyth, Old Manse oder Alyth High Kirk genannt) steht in der Vorhalle der High Kirk von Alyth in Perth and Kinross in Schottland.

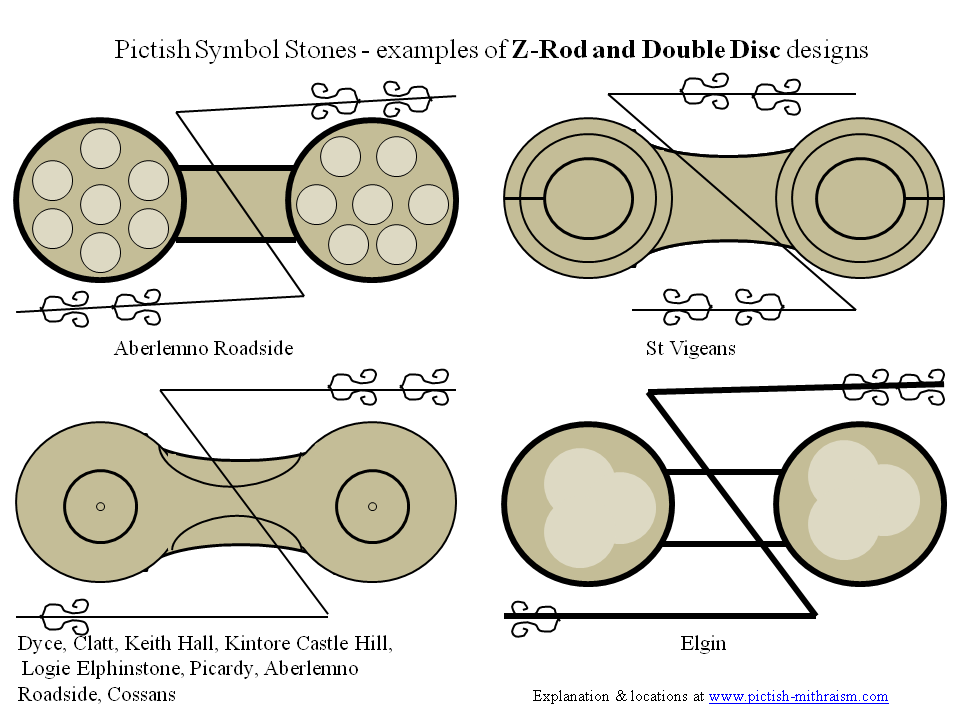
Doppelscheibe und Z-Stab

Der unten spitz zulaufende Stein aus grünem Schiefer oder Gneis ist 1,37 m hoch 0,42 m breit und 0,15 m dick. Er wurde 1887 vor der Kirche, nahe den Ruinen der alten Kirche, gefunden. Die Platte ist auf beiden breiten Flächen in einer Mischung aus Schnitt und Relief eingeschnitten und wird ins 7. Jahrhundert datiert. 
Auf der Rückseite ist es ein Piktischer Symbolstein der Classe II mit einer Doppelscheibe (eine Scheibe ist weggebrochen) und einem Z-Stab eingraviert.
Die Frontseite hat ein einfaches lateinisches Kreuz, das tief eingeschnitten ist und ein einfaches (ziemlich schlecht ausgeführtes) eingeritztes Knotenmuster hat. In den vier Zwischenräumen zwischen den Armen und dem Schaft ist die Platte mit vier einfachen eingeschnittenen Spiralen verziert. Die linken sind beschädigt, ebenso wie das Ende des linken Kreuzarmes.
Bei Alyth liegt auch das Souterrain von Shanzie Farm.